# Валентиніт
Валентиніт (рос. валентинит; англ. valentinite; нім. Valentinit m) — мінерал, оксид стибію ланцюжкової будови.

## Загальний опис
Хімічна формула: Sb2O3. Вміст y %: Sb — 83,3; O — 16,7.
Сингонія ромбічна.
Дипірамідальний вид.
Твердість 2,5-3.
Густина 5,76.
Кристали призматичні або табличкоподібні.
Безбарвний до сніжно-білого, іноді жовтуватий, червонуватий.
Риса біла.
Блиск алмазний. Крихкий. Прозорий.
Продукт окиснення руд стибію (антимоніту). Знаходиться разом з антимонітом, самородним стибієм, кермезитом, тетраедритом. Рідкісний.